# Offenhauser
Offenhauser est le nom d'un motoriste de course (également connu sous le diminutif Offy). Le moteur Offenhauser a notamment brillé aux 500 miles d'Indianapolis sur une période s'étalant du milieu des années 1930 jusqu'au milieu des années 1970.

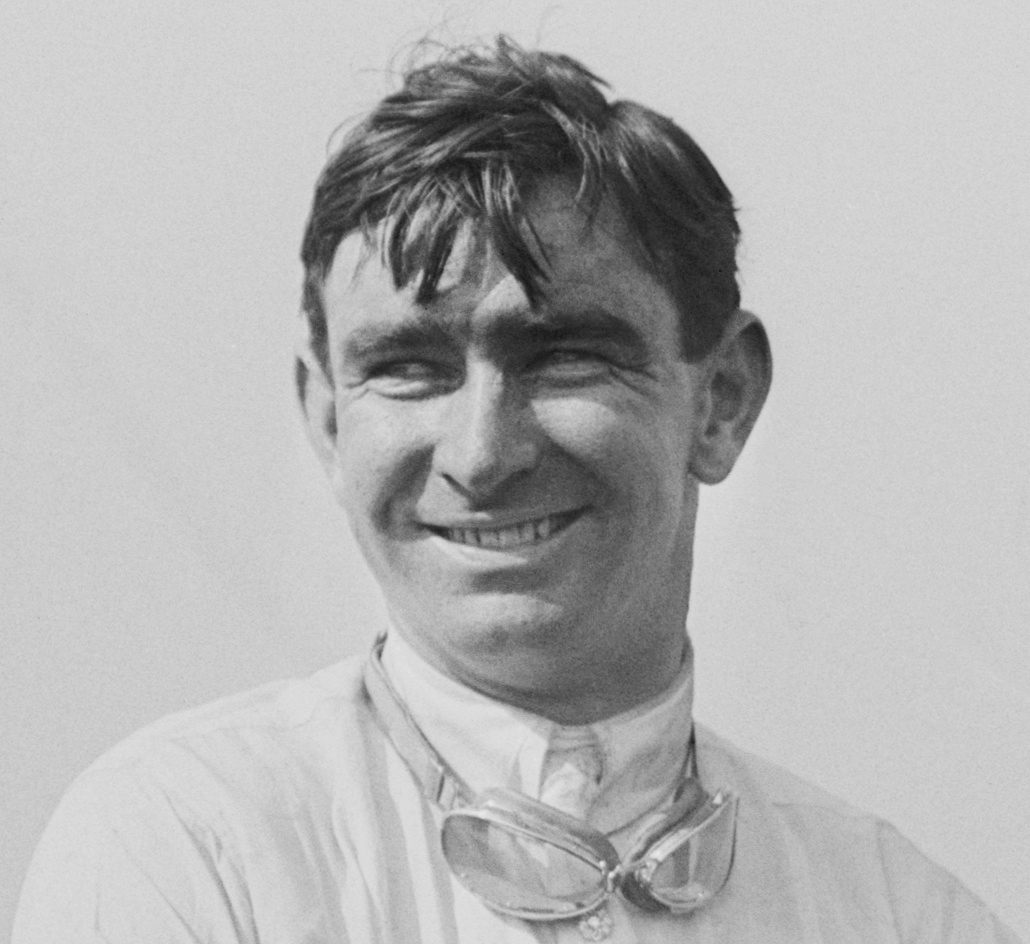
Bob Burman, le pilote dont la Peugeot L76 fut soigneusement « inspectée » par Fred Offenhauser...

## Historique de l'entreprise
Durant la Première Guerre mondiale, le pilote Bob Burman confia sa Peugeot « privée » épisodiquement conduite en Championnat américain de course automobile en 1914 et 1915 au motoriste Harry Arminius Miller pour réparation. Ce dernier entreprit alors avec son employé Fred Offenhauser de concevoir son propre moteur, selon les principes dégagés par Peugeot. Le moteur Miller domina ainsi les courses américaines pendant la majeure partie des années 1920. Puis, en 1933, à la suite de la faillite de l'entreprise de Miller, la société fut rachetée par Fred Offenhauser, qui rebaptisa le moteur à son propre nom.

## Le moteur Offenhauser
Moteur 4-cylindres à double arbre à cames en tête, le moteur Offenhauser est directement inspiré du révolutionnaire moteur Peugeot imaginé par l'ingénieur suisse Ernest Henry, et qui a dominé le monde des Grand Prix dans les années 1910. Cette domination s'est également concrétisée aux États-Unis par la victoire du pilote français Jules Goux aux 500 miles d'Indianapolis 1913. 
Le moteur Offenhauser décrocha sa première victoire à l'Indianapolis 500 en 1935, et sa dernière en 1976, avant de subir la domination du moteur Cosworth de Ford.